# Nazionale maschile di beach soccer del Marocco
La nazionale di beach soccer del Marocco rappresenta il Marocco nelle competizioni internazionali di beach soccer.

## Rosa
Aggiornata a maggio 2014
| N. |                    | Ruolo | Calciatore        |
| -- | ------------------ | ----- | ----------------- |
| 1  | Marocco (bandiera) | P     | Zouheir Laaroubi  |
| 6  | Marocco (bandiera) | D     | Hafid Abdessadek  |
| 9  | Marocco (bandiera) | A     | Jawad Ouaddouch   |
| 10 | Marocco (bandiera) | D     | Achraf El Arabi   |
| 11 | Marocco (bandiera) | A     | Hamza Abourazzouk |

| N. |                    | Ruolo | Calciatore            |
| -- | ------------------ | ----- | --------------------- |
| 12 | Marocco (bandiera) | P     | Abdelmajid El Khal    |
| 13 | Marocco (bandiera) | C     | Nassim El Hadaoui     |
| 14 | Marocco (bandiera) | D     | Mohamed Rida Mokhtari |
|    | Marocco (bandiera) | C     | Nordin Oulad El Haj   |